# Mia Madre
Mia Madre ist ein italienisches Drama aus dem Jahr 2015.

## Handlung
Völlig unvorbereitet jongliert die gestresste Filmemacherin Margherita ihre knapp bemessene Freizeit zwischen dem Krankenhaus und dem Filmset ihres neuesten Projekts, einem Politdrama über einen Sitzstreik in einer Fabrik, während sie mit dem drohenden Ableben ihrer Mutter zu kämpfen hat. Überwältigt von Trauer und Unsicherheit steht Margherita nach und nach vor einem psychischen Zusammenbruch und einer immer größer werdenden Krise, während ihr Bruder Giovanni bereits seinen Frieden mit dem Unvermeidlichen gemacht zu haben scheint.

## Kritik
Julian Hanich urteilte im Spiegel: „So persönlich dieser autobiografisch gefärbte Film für den 62-jährigen Moretti auch sein mag, so kann man ihn doch auch als eine Parabel auf den Zustand Italiens lesen - ein verblühendes Land, das seiner Jugend keine Chance lässt und in dem noch immer die Vergangenheit die Gegenwart dominiert.“
In der Frankfurter Allgemeinen schrieb Andreas Kilb: „Wenn die Schauspielerin Margherita Buy vor der Kamera erscheint, weiß man, dass es in der Geschichte ernst wird. Das Komische ist nicht mehr ihr Fach. Sie hat Nonnen gespielt, Schmerzensmütter, betrogene Ehefrauen, überforderte Lehrerinnen, Künstlerinnen in der Krise. In ‚Mia Madre‘ kommt vieles davon zusammen, in perspektivischen Partikeln, wie auf einem Porträt von Picasso.“
Michael Meyns meinte bei Filmstarts.de: „In dem stark autobiografisch geprägten „My Mother“ verknüpft Regisseur Nanni Moretti Anekdoten über Filmemachen mit seinen Erfahrungen angesichts des nahen Todes eines Elternteils. Das ist mitunter etwas holprig erzählt, aber trotzdem zumindest sehenswert.“
In The Guardian schrieb Peter Bradshaw:„Nanni Moretti’s Mia Madre is warm, witty and seductive: his best film since The Son’s Room, returning him to the themes of cinema, life, family ties and family guilt, though given here a gentler and more lenient view.“ (Nanni Morettis „Mia Madre“ ist warmherzig, witzig und verführerisch: sein bester Film seit „Das Zimmer meines Sohnes“, der ihn zu den Themen Kino, Leben, Familienbande und Familienschuld zurückführt, hier jedoch in einer sanfteren und sanfteren Form dargestellt mildere Sichtweise)
KinoZeit fasste zusammen: „Mia Madre ist ein Film über ebendiese Zeit des Abschiednehmens, über verpasste Gelegenheiten und Fehler der Vergangenheit, die sich nicht mehr wiedergutmachen lassen, wenn derjenige, um den wir uns sorgen, tot ist. Daraus wäre bei anderen Regisseuren leicht ein weinerlicher, mit Bedeutung überfrachteter Film geworden, doch wie so häufig findet Moretti eine ganz eigene Balance zwischen Tragik und Humor, Anteilnahme und Heiterkeit, für die vor allem John Turturro als Schauspieler am Rande des Wahnsinns sorgt.“
| Jahr | Award                                          | Gewonnen                    | Nominiert                  | Preisträger, nominiert                           |
| ---- | ---------------------------------------------- | --------------------------- | -------------------------- | ------------------------------------------------ |
| 2015 | Online Film Critics Society Award              | Beste nicht U.S Erscheinung |                            | Nanni Moretti                                    |
| 2015 | Italian National Syndicate of Film Journalists | Beste Schauspielerin        |                            | Margherita Buy                                   |
| 2015 | Italian National Syndicate of Film Journalists | Beste Performance           |                            | Giulia Lazzarini                                 |
| 2015 | Italian National Syndicate of Film Journalists |                             | Bester Sound               | Alessandro Zanon                                 |
| 2015 | Italian National Syndicate of Film Journalists |                             | Bester Schnitt             | Clelio Benevento                                 |
| 2015 | Italian National Syndicate of Film Journalists |                             | Beste Regie                | Nanni Moretti                                    |
| 2015 | Italian National Syndicate of Film Journalists |                             | Beste Produktion           | Domenico Procacci, Nanni Moretti                 |
| 2015 | Italian National Syndicate of Film Journalists |                             | Bestes Drehbuch            | Nanni Moretti, Francesco Piccolo, Valia Santella |
| 2015 | International Cinephile Society Awards         | Beste Schauspielerin        |                            | Margherita Buy                                   |
| 2015 | Golden Globes (Italien)                        |                             | Beste Schauspielerin       | Margherita Buy                                   |
| 2015 | Golden Ciak Awards                             | Beste Regie                 |                            | Nanni Moretti                                    |
| 2015 | Golden Ciak Awards                             | Beste Schauspielerin        |                            | Margherita Buy                                   |
| 2015 | Golden Ciak Awards                             | Beste Nebendarstellerin     |                            | Giulia Lazzarini                                 |
| 2015 | Golden Ciak Awards                             |                             | Bester Nebendarsteller     | Nanni Moretti                                    |
| 2015 | Golden Ciak Awards                             |                             | Bestes Drehbuch            | Nanni Moretti, Valia Santella, Francesco Piccolo |
| 2015 | Golden Ciak Awards                             |                             | Beste Produktion           | Nanni Moretti, Domenico Procacci                 |
| 2015 | Golden Ciak Awards                             |                             | Bestes Produktionsdesign   | Paola Bizzari                                    |
| 2015 | Golden Ciak Awards                             |                             | Beste Kamera               | Arnaldo Catinari                                 |
| 2015 | European Film Awards                           |                             | Europäischer Regisseur     | Nanni Moretti                                    |
| 2015 | European Film Awards                           |                             | Europäische Schauspielerin | Margherita Buy                                   |
| 2015 | David di Donatello Awards                      | Beste Schauspielerin        |                            | Margherita Buy                                   |
| 2015 | David di Donatello Awards                      | Beste Nebendarstellerin     |                            | Giulia Lazzarini                                 |
| 2015 | David di Donatello Awards                      |                             | Bester Film                | Nanni Moretti                                    |
| 2015 | David di Donatello Awards                      |                             | Bester Regisseur           | Nanni Moretti                                    |
| 2015 | David di Donatello Awards                      |                             | Bestes Drehbuch            | Nanni Moretti, Francesco Piccolo, Valia Santella |
| 2015 | David di Donatello Awards                      |                             | Beste Produktion           | Nanni Moretti, Domenico Procacci                 |
| 2015 | David di Donatello Awards                      |                             | Bester Nebendarsteller     | Nanni Moretti                                    |
| 2015 | David di Donatello Awards                      |                             | Bestes Make-Up             | Enrico Iacoponi                                  |
| 2015 | David di Donatello Awards                      |                             | Bester Schnitt             | Clelio Benevento                                 |
| 2015 | David di Donatello Awards                      |                             | Bester Sound               | Allessandro Zanon                                |
| 2015 | Chicago International Film Festival            |                             | Bester Spielfilm           | Nanni di Banco                                   |
| 2015 | Cannes Film Festival                           |                             | Goldene Palme              | Nanni Moretti                                    |
| 2015 | Cahiers du cinéma                              |                             | Bester Film                | Nanni Moretti                                    |
| 2016 | César Awards (Frankreich)                      |                             | Bester ausländischer Film  | Nanni Moretti                                    |
| 2019 | Cahiers du cinéma                              |                             | Bester Film der 2010er     | Nanni Moretti                                    |